# کورتی و دویل
کورتی و دویل (انگلیسی: Kurti & Doyle) یک تیم دونفرهٔ فیلم‌نامه‌نویس، نمایشنامه‌نویس اهل بریتانیا مشتمل بر «ریچارد کورتی» و «بو دویل» هستند.
از فیلم‌ها یا مجموعه‌های تلویزیونی که وی در آن‌ها نقش داشته‌است، می‌توان به ایست‌اندرز، رابین هود، دوران کهن و به سیم آخر زدن تری پرچت اشاره نمود.